# СТВ-7
«СТВ-7» — бывший липецкий телеканал. Начал вещание 12 декабря 1997 года. Прекратил вещание 1 декабря 2010 года. Входила в состав медиахолдинга «Румедиа».

## История
- Впервые вышел в эфир 12 декабря 1997 года.
- С тех пор до 1 апреля 2005 года вещал на частоте московского телеканала ТВЦ (ныне ТВ Центр). Но в связи с нерентабельностью приняли решения выпускать программы для других телеканалов, в частности, для ТВК. Так, на частоте канала ТНТ выходят программы «Зона риска» и «Сделано в Липецке», а с 2004 года на частоте «РЕН ТВ» — «ТВК-новости»[1].
- Тогда же, в 2005 году, перестала выходить популярная программа «Оранжевое радио», где липчане в прямом эфире могли ответить на вопросы и рассказать истории[2].
- Оно вновь начало вещать 1 июля 2008 года на частоте канала «РЕН ТВ». Авторы программы позже создали одноименную театр-студию[3]
- Телекомпания принадлежала медиахолдингу НЛМК.
- Телекомпания «СТВ-7» дважды становилась лауреатом фестиваля «Тэфи-регион»[4].
- С 1 декабря 2010 года вещание канала прекращено владельцем.